# Farmakopea Europejska

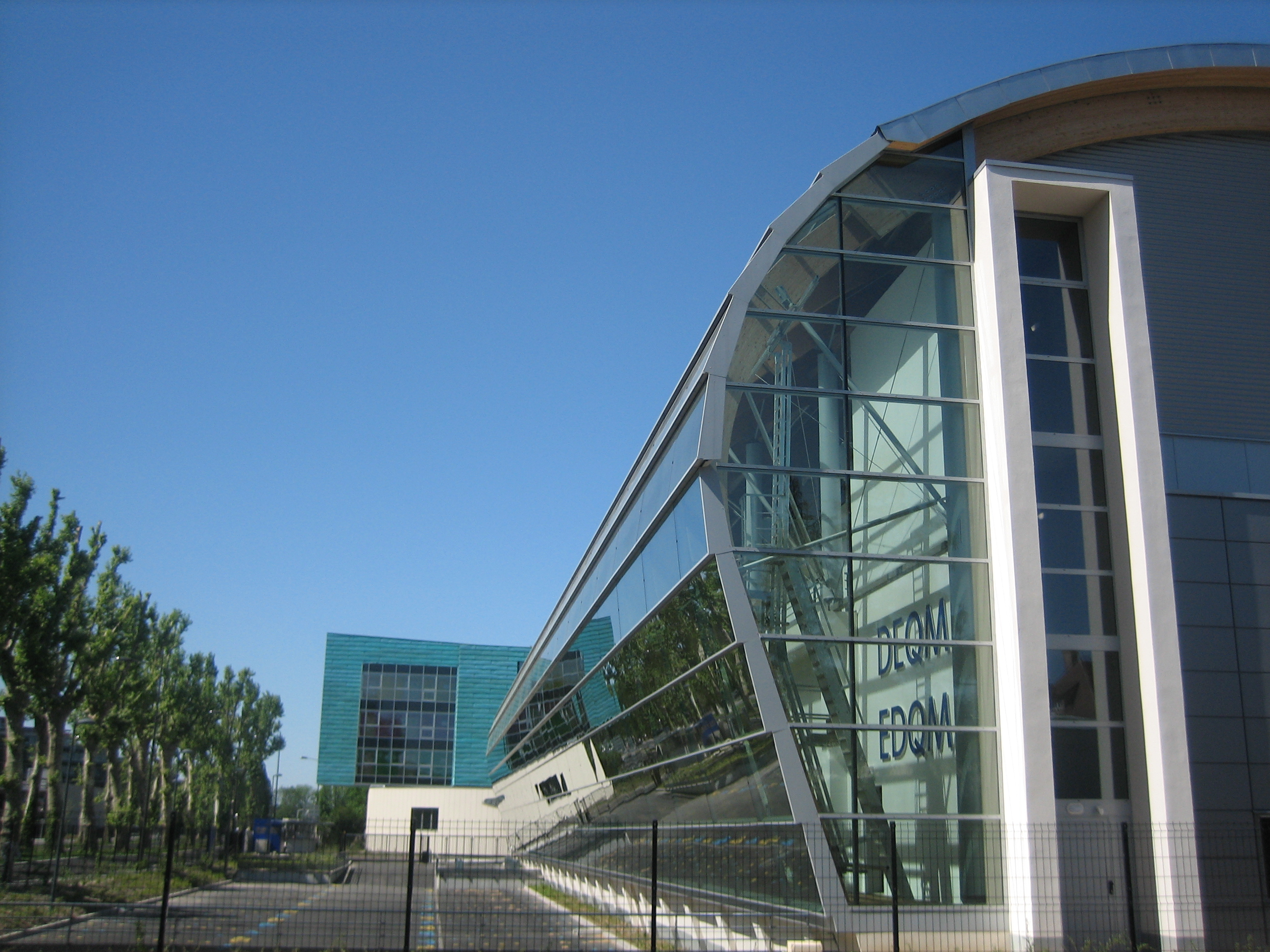
Nowa siedziba Europejskiej Dyrekcji Jakości Leków i Opieki Zdrowotnej (EDQM)

Farmakopea Europejska (Ph. Eur.) – farmakopea zawierająca spis substancji czynnych i podłoży używanych przy sporządzaniu produktów farmaceutycznych w Europie. 
Wydanie z 2005 obejmuje 1800 monografii szczegółowych i ogólnych, wliczając w to różne substancje chemiczne, antybiotyki, substancje biologicznie czynne, szczepionki dla ludzi i zwierząt, substancje immunomodulujące, radiofarmaceutyki, preparaty ziołowe i homeopatyczne. Zawiera również sposoby dawkowania i badań jakościowych i ilościowych leków. Monografie wyznaczają wymagania dla najważniejszych leków używanych w krajach europejskich. Wszystkie leki sprzedawane w 36 państwach członkowskich muszą stosować się do tych standardów. Farmakopea Europejska jest wydawana przez Europejską Dyrekcję Jakości Leków i Opieki Zdrowotnej (European Directorate for the Quality of Medicines & HealthCare). W 2017 ukazała się Farmakopea Europejska 9, której polskojęzyczne tłumaczenie zostało wydane pod nazwą Farmakopea Polska XI.

## Dotychczasowe wydania Farmakopei Europejskiej
- Farmakopea Europejska 1 wydana w 1967
- Farmakopea Europejska 2 wydana w 1980
- Farmakopea Europejska 3 wydana w 1997
- Farmakopea Europejska 4 wydana w 2001, ważna od 1 stycznia 2002
- Farmakopea Europejska 5 wydana 15 czerwca 2004, ważna od 1 stycznia 2005
- Farmakopea Europejska 6 wydana 16 lipca 2007, ważna od 1 stycznia 2008
- Farmakopea Europejska 7 wydana 15 lipca 2010, ważna od 1 stycznia 2011
- Farmakopea Europejska 8 wydana 15 lipca 2013, ważna od 1 stycznia 2014
- Farmakopea Europejska 9 wydana 15 lipca 2016, ważna od 1 stycznia 2017